# بچه‌های کوچک قرن
بچه‌های کوچک قرن یا بچه‌های کوچک این قرن (به فرانسوی: Les petits enfants du siècle) نام رمانی است که توسط کریستیان روشفور، نویسندهٔ زن اهل فرانسه نوشته شده است.
تشویق دولت به بچه‌دار شدن بیشتر خانواده‌ها با وعدهٔ اعطای آپارتمان، تلویزیون، ماشین لباسشویی و …، و متعاقب آن مشکلات اقتصادی و اجتماعی خانواده‌های پرجمعیت کارگری اسکان داده شده در شهرک‌های حومهٔ شهر پاریس (HLM) در دههٔ ۶۰ میلادی از مضامین اصلی این رمان است که از زبان راوی اول شخص داستان که دخترکی نوجوان به نام ژوزیان است نقل می‌شود. او که فرزند اول خانواده‌ای شلوغ است، به دلیل کمبود مهر و محبت از طرف پدر و مادر همیشه گرفتار، جذب برخوردهای سطحی ولی به ظاهر عاطفی بیرون از خانه می‌شود و پس از احساس لذت شدید از برقراری اولین رابطهٔ جنسی با یک پسر هم سن و سال خود، به دور از چشم والدین در پی تکرار این احساس لذت با چند مرد مسن‌تر برمی‌آید که در شهرک کارگری به نوعی بر سر راهش قرار می‌گیرند و او مجذوب نوع برخورد خاص آنها می‌شود و سرانجام پس از گذشت مدتی با یکی از آنها ازدواج می‌کند.
ابوالحسن نجفی کتاب بچه‌های کوچک قرن را به فارسی ترجمه کرد و در سال ۱۳۴۴ توسط انتشارات نیل در تهران به چاپ رساند.